# Gălănești
Gălănești es una comuna ubicada en el distrito de Suceava, Rumania.

## Superficie
Posee una superficie de 16,50 kilómetros cuadrados.

## Demografía
Hasta 2021 la población era de 2685 habitantes, con una densidad de población de 162,7 habitantes por kilómetro cuadrado.